# Safari Rally 1979
De Safari Rally 1979, officieel 27th Safari Rally, was de 27e editie van de Safari Rally en de vierde ronde van het Wereldkampioenschap Rally in 1979. Het was de 67e rally in het Wereldkampioenschap Rally die georganiseerd wordt door de Fédération Internationale de l'Automobile (FIA). De start en finish vond plaats in Nairobi.
Shekhar Mehta sleepte zijn tweede Safari overwinning binnen voor het team van Datsun, ondanks hevige concurrentie van Mercedes, die hun eerste opwachting maakte met de wat logge maar zeer betrouwbaar geachte 5-liter Mercedes 450, en Peugeot, waarbij dit keer de betrouwbaarheid echter ontbrak. Hannu Mikkola, die net als Björn Waldegård in de afwezigheid van Ford een gastoptreden maakte bij Mercedes, eindigde het evenement als tweede. Daarachter was het Fiat-rijder Markku Alén die het podium completeerde op plaats drie.

## Route
| Dag    | Datum                                    | Tijdcontroles | Competitieve afstand |
| ------ | ---------------------------------------- | ------------- | -------------------- |
| 1      | Donderdag 12 tot en met maandag 16 april | 82            | 5031,00 kilometer    |
|        |                                          |               |                      |
| Totaal | Totaal                                   | 82            | 5031,00 kilometer    |

## Resultaten
| Top tien klassement | Top tien klassement | Top tien klassement   | Top tien klassement            | Top tien klassement | Top tien klassement | Top tien klassement | Top tien klassement |
| Pos.                | Nr.                 | Rijder                | Auto                           | Gr.                 | Tijd                | Eerste              | Punten              |
| Pos.                | Nr.                 | Navigator             | Inschrijving                   | Ca.                 | Straftijd           | Vorige              | Punten              |
| ------------------- | ------------------- | --------------------- | ------------------------------ | ------------------- | ------------------- | ------------------- | ------------------- |
| 1.                  | 9                   | Shekhar Mehta         | Datsun 160J                    | 2                   | 6:27                | 0.00                | 20                  |
| 1.                  | 9                   | Mike Doughty          | D.T. Dobie & Co / Team Datsun  | 3/4                 |                     | =                   | 20                  |
| 2.                  | 14                  | Hannu Mikkola         | Mercedes 450 SLC 5.0           | 4                   | 7:15                | + 0:48              | 15                  |
| 2.                  | 14                  | Arne Hertz            | D.T. Dobie & Co / Daimler-Benz | 4                   |                     | + 0:48              | 15                  |
| 3.                  | 3                   | Markku Alén           | Fiat 131 Abarth                | 4                   | 7:20                | + 0:53              | 12                  |
| 3.                  | 3                   | Ilkka Kivimäki        | Fiat Alitalia                  | 12                  |                     | + 0:05              | 12                  |
| 4.                  | 16                  | Andrew Cowan          | Mercedes 280 E                 | 2                   | 7:36                | + 1:09              | 10                  |
| 4.                  | 16                  | Johnstone Syer        | D.T. Dobie & Co / Daimler-Benz | 3/4                 |                     | + 0:16              | 10                  |
| 5.                  | 1                   | Rauno Aaltonen        | Datsun 160J                    | 2                   | 8:06                | + 1:39              | 8                   |
| 5.                  | 1                   | Lofty Drews           | D.T. Dobie & Co / Team Datsun  | 3/4                 |                     | + 0:30              | 8                   |
| 6.                  | 10                  | Björn Waldegård       | Mercedes 450 SLC 5.0           | 4                   | 9:19                | + 2:52              | 6                   |
| 6.                  | 10                  | Hans Thorszelius      | D.T. Dobie & Co / Daimler-Benz | 4                   |                     | + 1:13              | 6                   |
| 7.                  | 22                  | Mike Kirkland         | Datsun 160J                    | 2                   | 9:34                | + 3:07              | 4                   |
| 7.                  | 22                  | Dave Haworth          | D.T. Dobie & Co / Team Datsun  | 3/4                 |                     | + 0:15              | 4                   |
| 8.                  | 11                  | Walter Röhrl          | Fiat 131 Abarth                | 4                   | 10:25               | + 3:58              | 3                   |
| 8.                  | 11                  | Christian Geistdörfer | Fiat Alitalia                  | 3                   |                     | + 0:51              | 3                   |
| 9.                  | 5                   | Harry Källström       | Datsun 160J                    | 2                   | 10:43               | + 4:16              | 2                   |
| 9.                  | 5                   | Claes Billstam        | D.T. Dobie & Co / Team Datsun  | 3/4                 |                     | + 0:18              | 2                   |
| 10.                 | 7                   | Sandro Munari         | Fiat 131 Abarth                | 4                   | 11:33               | + 5:06              | 1                   |
| 10.                 | 7                   | Silvio Maiga          | Fiat Alitalia                  | 3                   |                     | + 0:50              | 1                   |
| Niet aan de finish  |                     |                       |                                |                     |                     |                     |                     |
| Pos.                | Nr.                 | Rijder                | Auto                           | Gr.                 | TC                  | Reden               | Reden               |
| Pos.                | Nr.                 | Navigator             | Inschrijving                   | Ca.                 | TC                  | Reden               | Reden               |
| NF                  | 4                   | Simo Lampinen         | Peugeot 504 V6 Coupé           | 4                   | 29                  | Motor               | Motor               |
| NF                  | 4                   | Atso Aho              | Marshalls East Africa Ltd.     | 4                   | 29                  | Motor               | Motor               |
| NF                  | 6                   | Vic Preston Jr.       | Mercedes 450 SLC 5.0           | 4                   | 23                  | Onderwacht          | Onderwacht          |
| NF                  | 6                   | John Lyall            | D.T. Dobie & Co / Daimler-Benz | 4                   | 23                  | Onderwacht          | Onderwacht          |
| NF                  | 8                   | Timo Mäkinen          | Peugeot 504 V6 Coupé           | 4                   | 49                  | Differentieel       | Differentieel       |
| NF                  | 8                   | Jean Todt             | Marshalls East Africa Ltd.     | 4                   | 49                  | Differentieel       | Differentieel       |
| NF                  | 12                  | Jean-Pierre Nicolas   | Peugeot 504 V6 Coupé           | 4                   | 22                  | Motor               | Motor               |
| NF                  | 12                  | Henry Liddon          | Marshalls East Africa Ltd.     | 4                   | 22                  | Motor               | Motor               |
| NF                  | 19                  | Sobiesław Zasada      | Mercedes 280 E                 | 2                   | 52                  | Motor               | Motor               |
| NF                  | 19                  | Błażej Krupa          | D.T. Dobie & Co / Daimler-Benz | 3/4                 | 52                  | Motor               | Motor               |
| NF                  | 20                  | Jürgen Barth          | Porsche 924 GTS                | 4                   | 70                  | Transmissie         | Transmissie         |
| NF                  | 20                  | Roland Kussmaul       | Jürgen Barth                   | 4                   | 70                  | Transmissie         | Transmissie         |

- Noot: Tijd is niet de algehele eindtijd die over de route is gedaan, maar is eerder opgebouwd uit straftijd verzamelt bij de tijdcontroles.

## Statistieken

#### Tijdcontroles
| TC | Rally leider                            |
| -- | --------------------------------------- |
| 1  | Verschillende rijders zonder tijdstraf. |
| 2  | Verschillende rijders zonder tijdstraf. |
| 3  | Sandro Munari Timo Mäkinen              |
| 4  | Sandro Munari Timo Mäkinen              |
| 5  | Björn Waldegård                         |
| 6  | Björn Waldegård                         |
| 7  | Björn Waldegård                         |
| 8  | Björn Waldegård                         |
| 9  | Shekhar Mehta                           |
| 10 | Björn Waldegård                         |
| 11 | Björn Waldegård                         |
| 12 | Björn Waldegård                         |
| 13 | Björn Waldegård                         |
| 14 | Björn Waldegård                         |
| 15 | Björn Waldegård                         |
| 16 | Björn Waldegård                         |
| 17 | Björn Waldegård                         |
| 18 | Björn Waldegård                         |
| 19 | Björn Waldegård                         |
| 20 | Björn Waldegård                         |
| 21 | Björn Waldegård                         |
| 22 | Shekhar Mehta                           |
| 23 | Shekhar Mehta                           |
| 24 | Shekhar Mehta                           |
| 25 | Shekhar Mehta                           |
| 26 | Björn Waldegård                         |
| 27 | Björn Waldegård                         |
| 28 | Björn Waldegård                         |
| 29 | Björn Waldegård                         |
| 30 | Timo Mäkinen                            |
| 31 | Timo Mäkinen                            |
| 32 | Timo Mäkinen                            |
| 33 | Timo Mäkinen                            |
| 34 | Timo Mäkinen                            |
| 35 | Timo Mäkinen                            |
| 36 | Timo Mäkinen                            |
| 37 | Timo Mäkinen                            |
| 38 | Timo Mäkinen                            |
| 39 | Timo Mäkinen                            |
| 40 | Hannu Mikkola                           |
| 41 | Hannu Mikkola                           |
| 42 | Hannu Mikkola                           |
| 43 | Hannu Mikkola                           |
| 44 | Hannu Mikkola                           |
| 45 | Hannu Mikkola                           |
| 46 | Hannu Mikkola                           |
| 47 | Hannu Mikkola                           |
| 48 | Hannu Mikkola                           |
| 49 | Hannu Mikkola                           |
| 50 | Hannu Mikkola                           |
| 51 | Hannu Mikkola                           |
| 52 | Hannu Mikkola                           |
| 53 | Hannu Mikkola                           |
| 54 | Hannu Mikkola                           |
| 55 | Hannu Mikkola                           |
| 56 | Hannu Mikkola                           |
| 57 | Hannu Mikkola                           |
| 58 | Hannu Mikkola                           |
| 59 | Hannu Mikkola                           |
| 60 | Hannu Mikkola                           |
| 61 | Hannu Mikkola                           |
| 62 | Hannu Mikkola                           |
| 63 | Hannu Mikkola                           |
| 64 | Hannu Mikkola                           |
| 65 | Hannu Mikkola                           |
| 66 | Hannu Mikkola                           |
| 67 | Hannu Mikkola                           |
| 68 | Hannu Mikkola                           |
| 69 | Shekhar Mehta                           |
| 70 | Shekhar Mehta                           |
| 71 | Shekhar Mehta                           |
| 72 | Shekhar Mehta                           |
| 73 | Shekhar Mehta                           |
| 74 | Shekhar Mehta                           |
| 75 | Shekhar Mehta                           |
| 76 | Shekhar Mehta                           |
| 77 | Shekhar Mehta                           |
| 78 | Shekhar Mehta                           |
| 79 | Shekhar Mehta                           |
| 80 | Shekhar Mehta                           |
| 81 | Shekhar Mehta                           |
| 82 | Shekhar Mehta                           |

## Kampioenschap standen

#### Rijders
|   | Pos. | Rijder           | Ptn. |
| - | ---- | ---------------- | ---- |
| 1 | 1    | Hannu Mikkola    | 51   |
| 1 | 2    | Björn Waldegård  | 51   |
| = | 3    | Markku Alén      | 34   |
| = | 4    | Bernard Darniche | 20   |
| = | 5    | Stig Blomqvist   | 20   |

#### Constructeurs
|   | Pos. | Constructeur | Ptn. |
| - | ---- | ------------ | ---- |
| = | 1    | Ford         | 50   |
| = | 2    | Fiat         | 41   |
| 5 | 3    | Datsun       | 32   |
| 1 | 4    | Opel         | 22   |
| 1 | 5    | Lancia       | 18   |

- Noot: Enkel de top vijf posities worden in beide standen weergegeven.